# Music for the Masses
Music for the Masses – album studyjny grupy Depeche Mode, wydany 28 września 1987.
Music for the Masses jest szóstym albumem grupy Depeche Mode (dziewiątym w USA). Jest kolejnym przełomem w twórczości zespołu. Tym razem radykalnie zmienił się temat tekstów, w porównaniu z poprzednim albumem.

## Lista utworów
| Nr  | Tytuł utworu                             |    | Długość |
| --- | ---------------------------------------- | -- | ------- |
| 1.  | „Never Let Me Down Again”                |    | 4:47    |
| 2.  | „The Things You Said”                    |    | 3:55    |
| 3.  | „Strangelove”                            |    | 4:56    |
| 4.  | „Sacred”                                 |    | 4:43    |
| 5.  | „Little 15”                              |    | 4:14    |
| 6.  | „Behind the Wheel”                       |    | 5:17    |
| 7.  | „I Want You Now”                         |    | 3:44    |
| 8.  | „To Have and to Hold”                    |    | 2:51    |
| 9.  | „Nothing”                                |    | 4:13    |
| 10. | „Pimpf”                                  |    | 3:54    |
| 11. | „Agent Orange”                           | CD | 5:05    |
| 12. | „Never Let Me Down Again (Aggro Mix)”    | CD | 4:55    |
| 13. | „To Have and to Hold (Spanish Taster)”   | CD | 2:34    |
| 14. | „Pleasure Little Treasure (Glitter Mix)” | CD | 5:36    |
|     |                                          |    | 1:00:44 |

## Single
- Strangelove
- Never Let Me Down Again
- Behind the Wheel
- Little 15

## Single promocyjne
- Route 66
- I Want You Now
- Strangelove ’88

## Twórcy
Zespół
- Andrew Fletcher – wszystkie instrumenty, wokale
- Martin Gore - wszystkie instrumenty, wokale; wokale główne (utwory: 2, 7)
- Alan Wilder - wszystkie instrumenty, wokale
- David Gahan – wszystkie instrumenty, wokale główne